# Monroe (Maine)
Monroe ist eine Town im Waldo County des Bundesstaates Maine in den Vereinigten Staaten. Im Jahr 2020 lebten dort 931 Einwohner in 470 Haushalten auf einer Fläche von 101,09 km².

## Geographie
Nach dem United States Census Bureau hat Monroe eine Gesamtfläche von 101,09 km², von der 100,80 km² Land sind und 0,28 km² aus Gewässern bestehen.

### Geographische Lage
Monroe liegt im Norden des Waldo Countys und grenzt an das Penobscot County. Der Marsh Stream fließt in östliche Richtung durch die Town. Es gibt nur kleinere Seen in dem Gebiet. Im Süden grenzt der Toddy Pond an das Gebiet. Die Oberfläche ist leicht hügelig, der 213 m hohe Thurlow Hill ist die höchste Erhebung in dem Gebiet.

### Nachbargemeinden
Alle Entfernungen sind als Luftlinien zwischen den offiziellen Koordinaten der Orte aus der Volkszählung 2010 angegeben.
- Norden: Newburgh, Penobscot County, 12,2 km
- Osten: Winterport, 13,2 km
- Südosten: Frankfort, 10,3 km
- Süden: Swanville, 9,7 km
- Südwesten: Brooks, 8,4 km
- Westen: Jackson, 6,9 km
- Nordwesten: Dixmont, Penobscot County, 12,9 km

### Stadtgliederung
In Monroe gibt es vier Siedlungsgebiete: Monroe, Monroe Center, North Monroe und Pattee Corner.

### Klima
Die mittlere Durchschnittstemperatur in Monroe liegt zwischen −7,8 °C (18 °F) im Januar und 20,0 °C (68 °F) im Juli. Damit ist der Ort gegenüber dem langjährigen Mittel der USA um etwa 9 Grad kühler. Die Schneefälle zwischen Oktober und Mai liegen mit bis zu zweieinhalb Metern mehr als doppelt so hoch wie die mittlere Schneehöhe in den USA; die tägliche Sonnenscheindauer liegt am unteren Rand des Wertespektrums der USA.

## Geschichte
Das Gebiet von Monroe wurde kurz nach dem Gebiet von Frankfort ab 1760 besiedelt. Zunächst wurde es als Lee Plantation und am 12. Januar 1818 als Town mit dem Namen Monroe organisiert. Der Name wurde zu Ehren von James Monroe, dem fünften Präsidenten der Vereinigten Staaten, der zu dieser Zeit im Amt war, gewählt.
An Brooks wurde im Jahr 1823 Land abgegeben, andere Teile von Brooks wurden in den Jahren 1844 und 1883 hinzugenommen sowie Teile von Frankfort im Jahr 1863.
Durch das Gebiet von Monroe zieht sich ein Os, eine Geländeerhebung, die in der Quartären Eiszeit entstanden ist. Sie ist außergewöhnlich komplex, dendritisch und besteht aus einem aderartigen Netzwerk.

### Einwohnerentwicklung
| Volkszählungsergebnisse – Town of Monroe, Maine | Volkszählungsergebnisse – Town of Monroe, Maine | Volkszählungsergebnisse – Town of Monroe, Maine | Volkszählungsergebnisse – Town of Monroe, Maine | Volkszählungsergebnisse – Town of Monroe, Maine | Volkszählungsergebnisse – Town of Monroe, Maine | Volkszählungsergebnisse – Town of Monroe, Maine | Volkszählungsergebnisse – Town of Monroe, Maine | Volkszählungsergebnisse – Town of Monroe, Maine | Volkszählungsergebnisse – Town of Monroe, Maine | Volkszählungsergebnisse – Town of Monroe, Maine |
| Jahr                                            | 1800                                            | 1810                                            | 1820                                            | 1830                                            | 1840                                            | 1850                                            | 1860                                            | 1870                                            | 1880                                            | 1890                                            |
| ----------------------------------------------- | ----------------------------------------------- | ----------------------------------------------- | ----------------------------------------------- | ----------------------------------------------- | ----------------------------------------------- | ----------------------------------------------- | ----------------------------------------------- | ----------------------------------------------- | ----------------------------------------------- | ----------------------------------------------- |
| Einwohner                                       |                                                 |                                                 | 732                                             | 1080                                            | 1602                                            | 1606                                            | 1703                                            | 1375                                            | 1366                                            | 1079                                            |
| Jahr                                            | 1900                                            | 1910                                            | 1920                                            | 1930                                            | 1940                                            | 1950                                            | 1960                                            | 1970                                            | 1980                                            | 1990                                            |
| Einwohner                                       | 958                                             | 872                                             | 734                                             | 671                                             | 665                                             | 593                                             | 497                                             | 478                                             | 657                                             | 802                                             |
| Jahr                                            | 2000                                            | 2010                                            | 2020                                            | 2030                                            | 2040                                            | 2050                                            | 2060                                            | 2070                                            | 2080                                            | 2090                                            |
| Einwohner                                       | 882                                             | 890                                             | 931                                             |                                                 |                                                 |                                                 |                                                 |                                                 |                                                 |                                                 |

## Wirtschaft und Infrastruktur

### Verkehr
Die Maine State Route 139 verläuft in westöstlicher Richtung durch das Gebiet der Town. In südlicher Richtung zweigt im Village von Monroe die Maine State Route 141 ab.

### Öffentliche Einrichtungen
Es gibt keine medizinischen Einrichtungen in Monroe. Die nächstgelegenen befinden sich in Belfast.
Die Monroe Community Library befindet sich in der Swan Lake Avenue in Monroe.

### Bildung
Monroe gehört mit Brooks, Freedom, Jackson, Knox, Liberty, Montville, Thorndike, Troy, Unity und Waldo zur RSU #3.
Im Schulbezirk werden folgende Schulen angeboten:
- Monroe Elementary School in Monroe
- Morse Memorial Elementary School in Brooks
- Mount View Elementary in Thorndike
- Mount View Middle School in Thorndike
- Mount View High School in Thorndike
- Troy Elementary in Troy
- Unity School in Unity
- Walker Elementary in Liberty